# Vittorio Cini
Vittorio Cini, comte de Monselice, né à Ferrare le 20 février 1885 et mort à Venise le 18 septembre 1977 , est un financier italien, à qui l’on attribue l’un des patrimoines financiers les plus importants d'Italie à son époque.

## Biographie

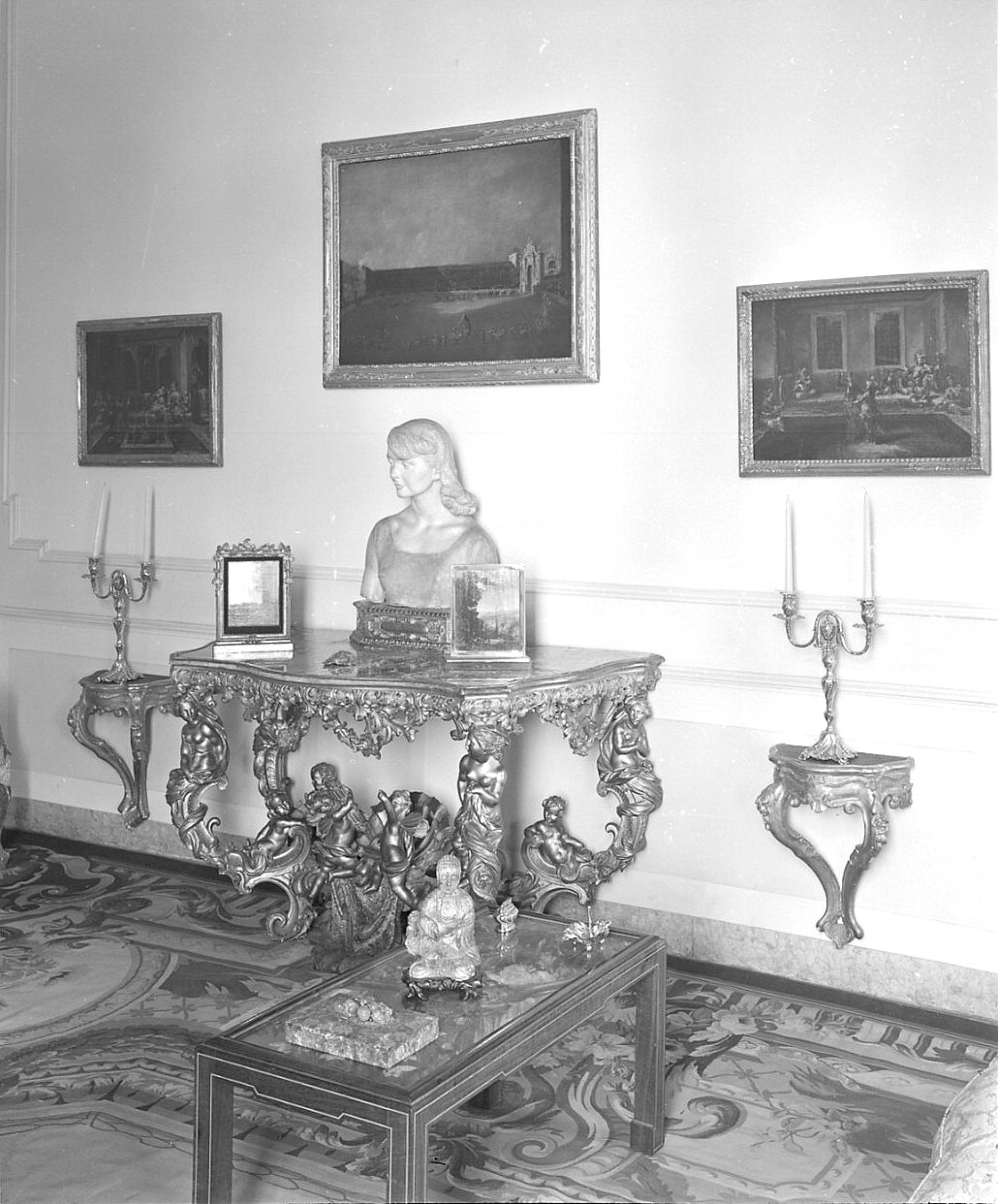
La maison de Vittorio Cini à Venise, photo par Paolo Monti, en 1969.

Il hérite de son père de carrières de trachyte en Vénétie et de quelques terres en province de Ferrare. Il fait des études d’économie et de commerce en Suisse. Il est le premier en Italie à entreprendre des travaux de réhabilitation majeurs pour arracher des terres à l’érosion marine. Il réalise des travaux de canalisation et conçoit un réseau pour la navigation intérieure dans la plaine du Pô.
Il participe à la Première Guerre mondiale, puis se consacre à la mise en valeur de sa ville d’adoption, Venise, qui souhaitait ne plus être considérée uniquement comme un grand musée, mais aussi comme le centre d'une prospérité nouvelle. C’est ainsi qu’il jette les bases de la construction du port industriel de Marghera.
Il se voit confier, par la suite, la gestion des aciéries Ilva, alors en mauvais état économique.
De 1936 à 1943, il est commissaire général de l’exposition Universelle de Rome prévue pour 1942.
Ministre des Communications en février 1943 du dernier Cabinet Mussolini, il quitte sa charge à cause de profondes divergences avec le chef du gouvernement.
Après le 8 septembre 1943, il est capturé par les Allemands et interné au camp de concentration de Dachau, d’où son fils Giorgio, qui avait obtenu de l’argent en vendant tous les bijoux de sa mère, l’actrice Lyda Borelli, réussit à le faire évader en corrompant les gardes SS.
En 1949, son fils Giorgio meurt dans un accident d’avion. Il consacre alors sa vie à des œuvres philanthropiques. Il achète une île entière, l’île de San Giorgio Maggiore, en face de la berge de la place Saint-Marc, et le 20 avril 1951, crée la Fondation Giorgio Cini, centre d’art et de culture, qui abrite les sièges d’institutions de formation professionnelle et de formation des jeunes à la vie maritime.
Il est président de la SADE de 1953 à 1964, pendant la période de conception et de la construction du barrage de Vajont. Après la catastrophe de 1963, comme tel, il est appelé à témoigner à trois reprises, parvenant à se disculper grâce à ses relations, sa position et son charisme, une première fois, le 5 juin 1967, devant le juge instruction de Belluno, Mario Fabbri, au cours de l’enquête dans le cadre de l’instruction ouverte en février 1964, une seconde fois, le 20 juillet 1968, devant le substitut du procureur de la République de Venise, Ennio Fortuna, lors de la procédure pénale ouverte contre « Biadene et autres », après une plainte déposée par l’avocat Alberto Scanferla devant le procureur général de la Cour d’appel de Venise pour « escroquerie » lors de la cession de implantation du Vajont de la Sade à l’Enel. Un troisième interrogatoire a lieu, le 14 mai 1969, lors de l’audience du procès en première instance à L’Aquila.
Dans l’entre-deux-guerres, il est, avec Giuseppe Volpi, l’un des principaux représentants du soi-disant « groupe de Venise », dont il est le « cerveau financier ». Ses activités industrielles se sont étendues principalement dans le secteur financier, le fer et l’acier, l’électricité, la marine, le tourisme, les assurances.
Il est membre du conseil d’administration de la Sade de 1924 à 1943. En 1953, à la mort du président de la compagnie, Achille Gaggia, proche et fidèle collaborateur de Volpi et du « groupe de Venise », il assure la présidence de la compagnie d’électricité, de sa branche hydroélectrique formellement nationalisée en décembre 1962 et concrètement en juin 1963, jusqu’à l’incorporation de la Sade à la société Montecatini, décidée en août 1964 et qui a lieu en 1966.
De son premier mariage, en plus de l’héritier Giorgio, il a trois filles, Minna (1920-1987) et les jumelles Ylda (1924-2013), qui épouse Giacinto Guglielmo, marquis de Vulci, et Yana (1924-1989), qui épouse Fabrice, 3e prince Alliata. En secondes noces, il se marie avec la marquise Maria Cristina Dal Pozzo di Annone (décédée en 2002).

## Source
- (it) Cet article est partiellement ou en totalité issu de l’article de Wikipédia en italien intitulé « Vittorio Cini » (voir la liste des auteurs).
- Notices d'autorité :   - VIAF
  - ISNI
  - BnF (données)
  - IdRef
  - LCCN
  - GND
  - Italie
  - Espagne
  - Pays-Bas
  - NUKAT
  - Vatican
  - Portugal
  - WorldCat
- Notices dans des dictionnaires ou encyclopédies généralistes :   - Deutsche Biographie
  - Dizionario biografico degli italiani
  - Enciclopedia italiana
  - Enciclopedia De Agostini
  - Munzinger
  - Treccani
- Ressources relatives aux beaux-arts :   - Académie des beaux-arts
  - Grove Art Online
  - RKDartists
- Ressources relatives à la vie publique :   - Chambre des députés
  - Sénat du royaume d'Italie